# Драгушены (Хынчештский район)
Драгушены (рум. Drăguşeni, Дрэгушень) — село в Хынчештском районе Молдавии. Наряду с сёлами Бобейка и Дахнович входит в состав коммуны Бобейка.

## География
Село расположено на высоте 187 метров над уровнем моря.

## Население
По данным переписи населения 2004 года, в селе Дрэгушень проживает 1286 человек (642 мужчины, 644 женщины).
Этнический состав села:
| Национальность | Число жителей | Процентный состав |
| -------------- | ------------- | ----------------- |
| молдаване      | 1277          | 99.3              |
| румыны         | 6             | 0.47              |
| русские        | 2             | 0.16              |
| украинцы       | 1             | 0.08              |
| Всего          | 1286          | 100%              |